# Барбер, Уильям Эрл
Уильям Эрл Барбер (англ. William Earl Barber; 30 ноября 1919 — 19 апреля 2002) — полковник Корпуса морской пехоты США. Участвовал во Второй мировой войне, сражался в битве за Иводзиму. Участвовал и в Корейской войне, удостоился высочайшей военной награды США медали Почёта за свои действия в ходе битвы при Чосонском водохранилище.
В ходе шести дней боёв капитан Барбер и его рота в 220 чел. сдерживали наступление более чем 1400 китайских солдат. Несмотря на холодную погоду и пулю, засевшую в ноге, Барбер отказался от эвакуации и отверг приказ отвести роту с позиции на горном перевале, оказавшись в окружении. Барбер понимал, что после отвода его роты с позиций 8 тыс. морских пехотинцев его дивизии попадут в ловушку противника. Поэтому он держал позицию. Его люди убили свыше тысячи вражеских солдат. После того как его позиция была деблокирована, только 82 человека из его отряда смогли самостоятельно уйти с позиции.

## Биография
Уильям Эрл Барбер родился 30 ноября 1919 года в Дехарте, штат Кентукки. Он окончил хай-скул округа Морган в Вест-Либерти, Кентукки и два года учился в университете Морехеда. В возрасте 21 года он вступил в ряды морской пехоты. Он был женат и 60 лет прожил в браке со своей женой Ионой. У них были двое детей: Джон и Шэрон и трое внуков.
Барбер вступил в ряды корпуса морской пехоты в марте 1940 года и прошёл программу подготовки рекрутов в лагере подготовки Пэрис-айленд, штат Южная Каролина, затем парашютную подготовку на базе военно-морской авиации в Лейкхерст, штат Нью-Джерси. Окончив её, Барбер стал морским-пехотинцем-парашютистом и получил назначение инструктором-парашютистом в недавно начавшую работу школу подготовки парашютистов в Нью-ривер, Куантико, штат Виргиния. 11 августа 1943 года он получил звание второго лейтенанта.
До 1944 года Барбер проходил службу в 1-м парашютном полку на Западном побережье. Затем он был назначен взводным командиром роты Е 2-го батальона 26-го полка. 5-й дивизии морской пехоты на базе морпехов Кемп-Пендлтон, штат Калифорния и отправился на тихоокеанский театр, приняв участие в битве за Иводзиму. Будучи ранен дважды он был эвакуирован и позже вернулся в свою часть, возглавляя роту в последние две недели сражения. Вскоре после этого он был повышен в звании до первого лейтенанта и снова возглавил роту в начальной фазе оккупации Японии. За действия в ходе битвы за Иводзиму он был награждён Серебряной звездой и двумя Пурпурными сердцами, где «он игнорировал свои ранения и прямой вражеский обстрел, чтобы спасти двух раненых морских пехотинцев с территории противника».
В 1946 году Барбер вернулся в США и служил в отделе набора рекрутов в Милуоки, штат Висконсин, затем как командир стрелковой роты в 8-м полку, 2-й дивизии морской пехоты на базе Кэмп-Лэджен, штат Северная Каролина. Служил инспектором-инструктором резервной ротой D, 6-го пехотного батальона в городах Алтуна и Филадельфия, штат Пенсильвания.
В октябре 1950 года капитан Барбер получил приказ отправляться в Корею и принял участие в битве у Чосонского водохранилища в ноябре-декабре 1950 и за свои действия удостоился медали Почёта и медали пурпурное сердце. Рота F, 2-го батальона, 7-го полка морской пехоты, которой он командовал, пять дней и шесть ночей удерживала трёхмильный горный перевал, жизненно важный для выхода первой дивизии морской пехоты к морю. Ставки были высоки, если бы рота Барбера не удержала свою позицию, то десятки тысяч китайцев отрезали бы 8 тыс. морских пехотинцев у Юдам-ни от 3 тыс. группировки морских пехотинцев у Хагуру-ри. Рота сражалась при минусовых температурах против превосходящего по численности противника (пять к одному). В ходе первой ночи боёв (29 ноября 1950) капитан Барбер был ранен в ногу, пуля угодила в кость у паха и разбила её. Барбер продолжал командовать с носилок. Отряд получил приказ отступать и прорываться к безопасной позиции, но Барбер отказался сдвинуться с места. Противник трижды прорывал линии, но отряд Барбера отбрасывал его. 8 декабря Барбер был эвакуирован и госпитализирован на американской военно-морской базе в г. Йокосука, Япония, после чего вернулся в США в марте 1951. К концу битвы погибли свыше тысячи солдат противник. Из 240 человек Барбера только 82 смогли идти на своих ногах после завершения битвы.
В апреле 1951 года Барбер получил назначение на базу подготовки корпуса морской пехоты в Сан-Диего, где сначала был ротным командиром, а потом старшим помощником командира 1-го учебного батальона. В июле 1952 он получил звание майора.
20 августа 1952 года президент Гарри Трумэн вручил майору Барберу медаль Почёта на церемонии в Белом доме.
В марте 1954 года майор Барбер завершил расширенные пехотные курсы в Форт-Беннинге, штат Джорджия и служил офицером по подготовке и операциям во 2-м батальоне, 2 го полка морской пехоты на базе Кэмп-Леджен. С 1956 по 1958 служил в Таиланде помощником военно-морского атташе и помощником военно-морского атташе по воздушным силам в американском посольстве в Бангкоке. Следующие четыре года он провёл в школах корпуса морской пехоты на базе Куантико и служил помощником главного инструктора юношеской школы. Там он получил звание подполковника в апреле 1960 года.
В июле 1962 года Барбер отправился на Окинаву, Япония где возглавил 3-й разведывательный батальон 3-й дивизии морской пехоты. По возвращении в США он служил в главном штабе морской пехоты как глава отдела боевых требований. В январе 1966 он отделение стрелковой подготовки управления G-3, где прослужил до июля 1967. 22 сентября 1965 года он был повышен в звании до полковника.
Затем Барбер был переведён во 2-й полк 2-й дивизии морской пехоты на базе Кемп-Лэджен, где занимал должности офицера отдела планирования, помощника начальника штаба по разведке (G-2) и командира 2-го полка до мая 1969.
В 1969 году Барбер получил приказ отправляться во Вьетнам, где прошла последняя часть его активной службы на посту офицера по психологическим операциям, 3-го экспедиционного корпуса морской пехоты командования по оказанию помощи Вьетнаму. В ходе службы в этой должности он получил орден «Легион почёта» с литерой «V».
1 мая 1970 года полковник Барбер закончил активную службу и вернулся в университет Морехеда, где получил научную степень, после чего стал гражданским военным аналитиком для Northrop Corporation.
Барбер скончался 19 апреля 2002 года в своём доме в г. Ирвайн, штат Калифорния от гемобластоза и был похоронен с полными военными почестями на Арлингтонском национальном кладбище. Его жена скончалась через четыре года и её прах был закопан в его могилу.

## Награды
Барбер получил следующие награды и отличия:
|                            |                                       |                                                                                      |  |
|                            |                                       |                                                                                      |  |
| Литера «V»                 | Золотая звезда повторного награждения | Золотая звезда повторного награждения · Золотая звезда повторного награждения        |  |
| Бронзовая звезда за службу |                                       |                                                                                      |  |
|                            | Бронзовая звезда за службу            |                                                                                      |  |
|                            | Бронзовая звезда за службу            | Бронзовая звезда за службу · Бронзовая звезда за службу · Бронзовая звезда за службу |  |
| Бронзовая звезда за службу |                                       |                                                                                      |  |
|                            |                                       |                                                                                      |  |

| Basic Parachutist Badge                                                                                               | | | |                                                                                                  |                                                                                                  |                                                                                                  |                                                                                                  |                                                                                    |                                                                                    |                                                                                    |                                                                                    |
| Медаль Почёта | Медаль Почёта | Медаль Почёта | Медаль Почёта | Медаль Почёта                                                                                    | Медаль Почёта                                                                                    | Серебряная звезда                                                                                | Серебряная звезда                                                                                | Серебряная звезда                                                                  | Серебряная звезда                                                                  | Серебряная звезда                                                                  | Серебряная звезда                                                                  |
| Орден «Легион почёта» w/ с литерой «V»                                                                                | Орден «Легион почёта» w/ с литерой «V»                                                                                | Орден «Легион почёта» w/ с литерой «V»                                                                                | Орден «Легион почёта» w/ с литерой «V»                                                                                | Пурпурное сердце w/ с 5/16 дюймовой золотой звездой повторного награждения                       | Пурпурное сердце w/ с 5/16 дюймовой золотой звездой повторного награждения                       | Пурпурное сердце w/ с 5/16 дюймовой золотой звездой повторного награждения                       | Пурпурное сердце w/ с 5/16 дюймовой золотой звездой повторного награждения                       | Боевая ленточка w/ с двумя 5/16 дюймовыми золотыми звёздами повторного награждения | Боевая ленточка w/ с двумя 5/16 дюймовыми золотыми звёздами повторного награждения | Боевая ленточка w/ с двумя 5/16 дюймовыми золотыми звёздами повторного награждения | Боевая ленточка w/ с двумя 5/16 дюймовыми золотыми звёздами повторного награждения |
| Президентская благодарность подразделению (ВМС и морская пехота) w/ с одной 3/16 дюймовой бронзовой звездой за службу | Президентская благодарность подразделению (ВМС и морская пехота) w/ с одной 3/16 дюймовой бронзовой звездой за службу | Президентская благодарность подразделению (ВМС и морская пехота) w/ с одной 3/16 дюймовой бронзовой звездой за службу | Президентская благодарность подразделению (ВМС и морская пехота) w/ с одной 3/16 дюймовой бронзовой звездой за службу | Медаль «За безупречную службу»                                                                   | Медаль «За безупречную службу»                                                                   | Медаль «За безупречную службу»                                                                   | Медаль «За безупречную службу»                                                                   | Медаль «За защиту Америки»                                                         | Медаль «За защиту Америки»                                                         | Медаль «За защиту Америки»                                                         | Медаль «За защиту Америки»                                                         |
| Медаль «За Американскую кампанию»                                                                                     | Медаль «За Американскую кампанию»                                                                                     | Медаль «За Американскую кампанию»                                                                                     | Медаль «За Американскую кампанию»                                                                                     | Медаль «За Азиатско-тихоокеанскую кампанию» w/ с одной 3/16 дюймовой бронзовой звездой за службу | Медаль «За Азиатско-тихоокеанскую кампанию» w/ с одной 3/16 дюймовой бронзовой звездой за службу | Медаль «За Азиатско-тихоокеанскую кампанию» w/ с одной 3/16 дюймовой бронзовой звездой за службу | Медаль «За Азиатско-тихоокеанскую кампанию» w/ с одной 3/16 дюймовой бронзовой звездой за службу | Медаль Победы во Второй мировой войне                                              | Медаль Победы во Второй мировой войне                                              | Медаль Победы во Второй мировой войне                                              | Медаль Победы во Второй мировой войне                                              |
| Медаль «За службу в оккупационной армии» w/ с пряжкой «Япония»                                                        | Медаль «За службу в оккупационной армии» w/ с пряжкой «Япония»                                                        | Медаль «За службу в оккупационной армии» w/ с пряжкой «Япония»                                                        | Медаль «За службу в оккупационной армии» w/ с пряжкой «Япония»                                                        | Медаль «За службу национальной обороне» w/ с одной 3/16 дюймовой бронзовой звездой за службу     | Медаль «За службу национальной обороне» w/ с одной 3/16 дюймовой бронзовой звездой за службу     | Медаль «За службу национальной обороне» w/ с одной 3/16 дюймовой бронзовой звездой за службу     | Медаль «За службу национальной обороне» w/ с одной 3/16 дюймовой бронзовой звездой за службу     | Медаль «За службу в Корее» w/ с тремя бронзовыми 3/16 дюймовыми звёздами за службу | Медаль «За службу в Корее» w/ с тремя бронзовыми 3/16 дюймовыми звёздами за службу | Медаль «За службу в Корее» w/ с тремя бронзовыми 3/16 дюймовыми звёздами за службу | Медаль «За службу в Корее» w/ с тремя бронзовыми 3/16 дюймовыми звёздами за службу |
| Медаль «За службу во Вьетнаме» w/ с бронзовой 3/16 дюймовой звездой за службу                                         | Медаль «За службу во Вьетнаме» w/ с бронзовой 3/16 дюймовой звездой за службу                                         | Медаль «За службу во Вьетнаме» w/ с бронзовой 3/16 дюймовой звездой за службу                                         | Медаль «За службу во Вьетнаме» w/ с бронзовой 3/16 дюймовой звездой за службу                                         | Благодарность президента Корейской республики                                                    | Благодарность президента Корейской республики                                                    | Благодарность президента Корейской республики                                                    | Благодарность президента Корейской республики                                                    | Крест «За храбрость» (Южный Вьетнам) w/ для подразделения                          | Крест «За храбрость» (Южный Вьетнам) w/ для подразделения                          | Крест «За храбрость» (Южный Вьетнам) w/ для подразделения                          | Крест «За храбрость» (Южный Вьетнам) w/ для подразделения                          |
| Медаль «За службу ООН в Корее»                                                                                        | Медаль «За службу ООН в Корее»                                                                                        | Медаль «За службу ООН в Корее»                                                                                        | Медаль «За службу ООН в Корее»                                                                                        | Медаль вьетнамской кампании с пряжкой «1960»                                                     | Медаль вьетнамской кампании с пряжкой «1960»                                                     | Медаль вьетнамской кампании с пряжкой «1960»                                                     | Медаль вьетнамской кампании с пряжкой «1960»                                                     | Медаль «За службу на Корейской войне»                                              | Медаль «За службу на Корейской войне»                                              | Медаль «За службу на Корейской войне»                                              | Медаль «За службу на Корейской войне»                                              |

### Наградная запись к медали Почёта
За действия у Чосонского водохранилища, Корея с 28 ноября по 2 декабря 1950 Барбер был награждён медалью Почёта..

За выдающуюся храбрость и отвагу, проявленные с риском для жизни при исполнении служебного долга и за его пределами на посту командира роты F, 2-го батальона, 7-го полка, первой (усиленной) дивизии морской пехоты в бою против вражеских сил агрессора в Корее с 28 ноября по 2 декабря 1950. Получив приказ защищать трёхмильный горный перевална пути от Юдам-ни к Хагару-ри, капитан Барбер и его утомлённые сражением люди заняли позицию, и перед наступлением ночи окопались и организовали защитную линию вдоль замёрзшего, покрытого снегом склона горы. Когда вражеские силы, численностью примерно до полка яростно атаковали ночью, нанесли тяжёлые потери и, в итоге, окружили его позицию в ходе тяжёлого семичасового боя капитан Барбер после отражения противника дал гарантию, что сможет удержаться, если снабжать его необходимым путём парашютных выбросок и запросил разрешения остаться на позиции, получив приказ по радио пробиться с боем к своим, после того как два отряда подкрепления пытавшиеся пробиться к изолированным отрядам были отброшены назад, встретив сильное сопротивление противника. Понимая, что оставление позиции разорвёт связь с 8 тыс. морских пехотинцев, попавших в ловушку у Юдам-ни и рискуя шансами присоединиться к более чем 3 тыс. морским пехотинцам, ожидающим их прибытия у Хагару-ри для продолжения движения к морю он предпочёл рискнуть своим отрядом чем потерять ещё больше людей в возможном сражении, если бы враг занял эту позицию и пришлось бы его оттуда выбивать. Также он предпочёл не оставлять множество раненых, которые не могли передвигаться. Несмотря на тяжёлое ранение ноги полученное ранним утром 29-го капитан Барбер продолжал лично контролировать ход боя, часто его переносили на носилках вдоль линий. Барбер руководил обороной, обнадёживал и воодушевлял своих людей усилить старания, несмотря на ошеломляющее сопротивление противника. Он и его героический отряд в ходе пяти дней и шести ночей отчаянной битвы отбивали периодические натиски фанатичного агрессора и в ходе эпической обороны при суровой погоде с минусовой температурой уничтожили примерно тысячу солдат противника. Когда рота был деблокирована, только 82 человека из его 220 солдат могли передвигаться и ушли с позиции оборонявшейся с такой храбростью против непреодолимых обстоятельств. Его глубокая верность и отвага, великое личное мужество и непоколебимая сила духа оказались решающими причинами успешного отступления дивизии из смертельной ловушки в секторе Чосонского водохранилища и принесли высочайшую честь ему, его бесстрашным офицерам и людям и военно-морской службе США.
Оригинальный текст (англ.)
The President of the United States in the name of United States Congress takes pleasure in presenting the MEDAL OF HONOR to

CAPTAIN WILLIAM E. BARBER

UNITED STATES MARINE CORPS

for service as set forth in the following CITATION:
For conspicuous gallantry and intrepidity at the risk of his life above and beyond the call of duty as Commanding Officer of Company F, Second Battalion, Seventh Marines, First Marine Division (Reinforced), in action against enemy aggressor forces in Korea from November 28, to December 2, 1950. Assigned to defend a three-mile mountain pass along the division's main supply line and commanding the only route of approach in the march from Yudam-Ni to Hagaru-ri, Captain Barber took position with his battle weary troops and, before nightfall, had dug in and set up a defense along the frozen snow-covered hillside. When a force of estimated regimental strength savagely attacked during the night, inflicting heavy casualties and finally surrounding his position following a bitterly fought seven-hour conflict, Captain Barber, after repulsing the enemy, gave assurance that he could hold if supplied by air drops and requested permission to stand fast when orders were received by radio to fight his way back to a relieving force after two reinforcing units had been driven back under fierce resistance in their attempts to reach the isolated troops. Aware that leaving the position would sever contact with the 8,000 Marines trapped at Yudam-ni and jeopardize their chances of joining the 3,000 more awaiting their arrival in Hagaru-ri for the continued drive to the sea, he chose to risk loss of his command rather than sacrifice more men if the enemy seized control and forced a renewed battle to regain the position, or abandon his many wounded who were unable to walk. Although severely wounded in the leg the early morning of the 29th, Captain Barber continued to maintain personal control, often moving up and down the lines on a stretcher to direct the defense and consistently encouraging and inspiring his men to supreme efforts despite the staggering opposition. Waging desperate battle throughout five days and six nights of repeated onslaughts launched by the fanatical aggressors, he and his heroic command accounted for approximately 1,000 enemy dead in this epic stand in bitter sub-zero weather, and when the company was relieved, only 82 of his original 220 men were able to walk away from the position so valiantly defended against insuperable odds. His profound faith and courage, great personal valor and unwavering fortitude were decisive factors in the successful withdrawal of the division from the deathtrap in the Chosin Reservoir sector and reflect the highest credit upon Captain Barber, his intrepid officers and men and the United States Naval Service.
— 

## Память
В честь Барбера были названы следующие части и учреждения:
- Отряд 1110 Лиги корпуса морской пехоты Санд-пойнт, штат Айдахо[10]
- Barber фитнесс-центр, база корпуса морской пехоты Куантико, штат Виргиния.[11]

- Меморияльный парк полковника Билла Барбера, Ирвайн, штат Калифорния.[12]

- Camp Barber, привинция Гильменд, Афганистан.
- Barber Bridge, округ Морган, штат Кентукки.
- Barber Hill, база корпуса морской пехоты Куантико, штат Виргиния.